# Kuurne-Bruxelles-Kuurne 1984
La Kuurne-Bruxelles-Kuurne 1984, quarantesima edizione della corsa, si svolse il 4 marzo su un percorso di 199 km, con partenza e arrivo a Kuurne. Fu vinta dall'olandese Jos Lammertink della squadra Panasonic davanti ai belgi Walter Planckaert e Marc Dierickx.

## Ordine d'arrivo (Top 10)
| Pos. | Corridore          | Squadra                     | Tempo    |
| ---- | ------------------ | --------------------------- | -------- |
| 1    | Jos Lammertink     | Panasonic                   | 4h58'00" |
| 2    | Walter Planckaert  | Panasonic                   | s.t.     |
| 3    | Marc Dierickx      | Europ Decor-Boule d'Or      | s.t.     |
| 4    | Marc Madiot        | Renault-Elf                 | s.t.     |
| 5    | Dirk Heirweg       | Safir-Van De Ven            | s.t.     |
| 6    | Stephen Roche      | La Redoute                  | s.t.     |
| 7    | Hans Langerijs     | AVP- Viditel-De Vries Lotto | s.t.     |
| 8    | Gert-Jan Theunisse | Panasonic                   | a 5"     |
| 9    | Phil Anderson      | Panasonic                   | a 1'48"  |
| 10   | Paul Haghedooren   | Europ Decor-Boule d'Or      | s.t.     |